# Джодич, Стефан
Сте́фан Джо́дич (серб. Стефан Џодић; род. 15 марта 2005, Монпелье) — сербский футболист, полузащитник клуба «Альмерия».

## Клубная карьера
Джодич — воспитанник французского клуба «Монпелье». В 2022 году игрок начал выступать за дублирующий состав. 15 сентября 2024 года в матче против «Ренна» он дебютировал в Лиге 1.

## Международная карьера
В 2022 году Джодич в составе юношеской сборной Сербии принял участие в юношеском чемпионате Европы в Израиля. На турнире он сыграл в матчах против команд Бельгии, Турции, Испании, Дании и Нидерландов.